# Portada/efemèride març 30
Rudolf Steiner
« 29 de març · 30 de març · 31 de març »